# Тавернола (Фођа)
Тавернола (итал. Tavernola) је насеље у Италији у округу Фођа, региону Апулија.
Према процени из 2011. у насељу је живело 87 становника. Насеље се налази на надморској висини од 36 м.